# Schiaffo di Tunisi
(Luigi Pirandello, I vecchi e i giovani, 1913)
Lo "schiaffo di Tunisi" è un'espressione giornalistica usata dalla stampa e dalla storiografia italiana dalla fine del XIX secolo per descrivere un episodio della crisi politica intercorsa all'epoca tra Regno d'Italia e Terza Repubblica francese.
Nel 1881 il governo della terza repubblica francese, con un'azione di forza, stabilì il protettorato sulla Tunisia, già obiettivo dei propositi coloniali del Regno d'Italia.

## Storia

### Il trattato italo-tunisino del 1868
L'Italia aveva siglato un trattato con la Tunisia l'8 settembre 1868, per una durata di 28 anni, per regolare il regime delle capitolazioni. 
L'accordo internazionale garantiva alla Tunisia diritti, privilegi e immunità concesse da diversi Stati preunitari italiani. Gli italiani di Tunisia conservavano la loro nazionalità d'origine e non dipendevano che dalla giurisdizione consolare in materia civile, commerciale e giudiziaria, ma non in materia immobiliare, in cui, tuttavia, era riservata al console l'applicazione delle sentenze pronunciate dai tribunali del bey. L'uguaglianza civile assicurava agli italiani la libertà di commercio ed un vero e proprio privilegio d'extraterritorialità per i loro stabilimenti. In materia di pesca e di navigazione, beneficiavano dello stesso trattamento dei tunisini. Infine, il bey non poteva modificare i dazi doganali senza consultare preventivamente il governo italiano.

### L'occupazione francese

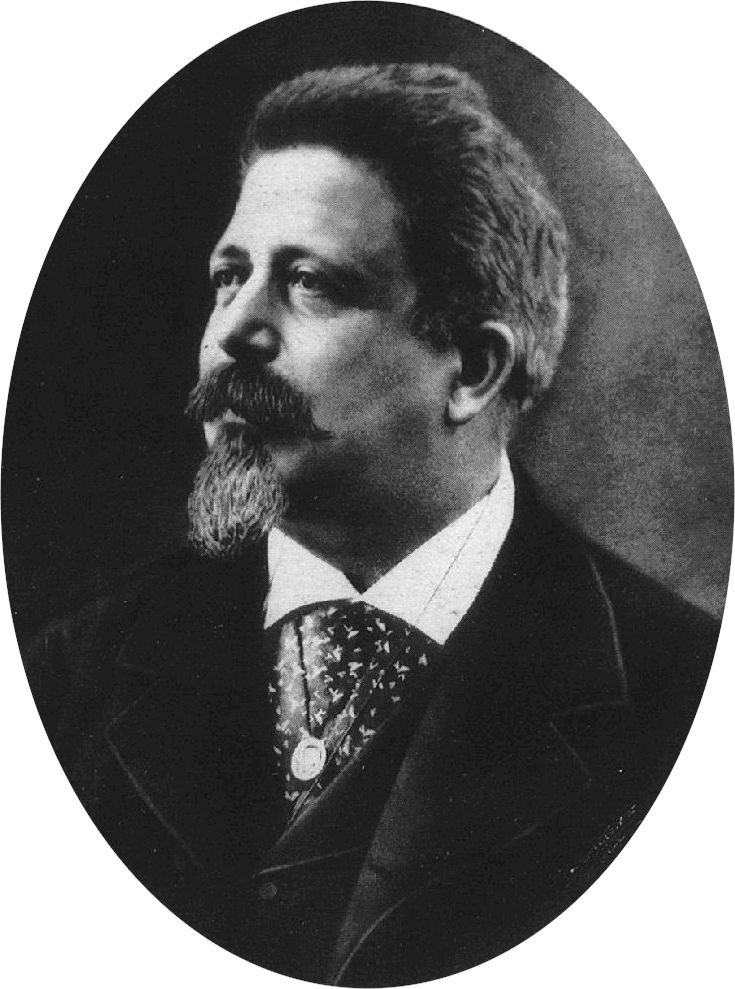
Benedetto Cairoli, il primo ministro che subì lo "schiaffo di Tunisi" e dovette rassegnare le dimissioni

Il principale obiettivo di politica estera del secondo governo guidato da Benedetto Cairoli era lo stabilimento di un protettorato sulla Tunisia, cui ambiva anche la  Francia. Cairoli, come prima di lui Agostino Depretis, non ritenne mai di procedere ad un'occupazione, essendo in generale ostile ad una politica militarista. Essi, tuttavia, confidavano nella possibile opposizione della Gran Bretagna all'allargamento della sfera di influenza francese in Africa del nord (mentre, semmai, Londra era ostile al fatto che una sola potenza controllasse per intero il Canale di Sicilia).
Agli inizi del 1881 la Francia decise di intervenire militarmente in Tunisia. Le motivazioni dell'azione vennero riassunte da Jules Ferry, il quale sosteneva che gli italiani non si sarebbero opposti perché da poche settimane Parigi aveva acconsentito al rinnovo del trattato di commercio italo-francese, l'Italia era ancora impegnata a saldare il debito contratto di 600 milioni di lire con la Terza Repubblica francese e soprattutto era Roma ad essere politicamente isolata nonostante i tentativi di avvicinamento a Berlino e Vienna. Ferry ribadiva che era stato proprio Otto von Bismarck ad avere invitato Parigi ad agire in Tunisia precisando che in caso di azione, la Germania non avrebbe sollevato obiezioni. Mentre in Italia si dibatteva circa l'attendibilità delle notizie su una possibile azione francese in Tunisia, a Tolone si preparava un corpo di spedizione di ventimila uomini. Il 3 maggio un contingente francese di duemila uomini sbarcò a Biserta, raggiunto l'11 maggio dal resto delle forze. L'episodio diede un'ulteriore conferma dell'isolamento politico dell'Italia, e rinfocolò le polemiche che avevano seguito il Congresso di Berlino di tre anni prima. Gli eventi spinsero a un riavvicinamento con Berlino e, quindi, con Vienna, seppure obtorto collo.
Una simile inversione della politica estera dell'ultimo decennio, tuttavia, non poteva essere condotta dai medesimi uomini, e Benedetto Cairoli presentò le proprie dimissioni il 29 maggio 1881, evitando così che la Camera lo sfiduciasse apertamente; da allora di fatto scomparve dalla scena politica.

### L'instaurazione del protettorato
La Tunisia, incuneata fra l'Algeria a ovest, colonia francese dal 1830, e Cirenaica e Tripolitania a sud-est, era allora un obiettivo strategico sia italiano che francese. La debolezza dei bey, gli intrighi dei ministri, come Mustapha Khaznadar e Mustafà Ben Ismail, la pressione costante dei consoli europei, la bancarotta dello Stato divenuto ostaggio dei creditori nonostante gli sforzi del riformatore Tunuslu Hayreddin Pascià, aprirono le porte all'occupazione francese (auspicata dal cancelliere tedesco Otto von Bismarck al fine di attirare le attenzioni di Parigi sul Mediterraneo e conseguentemente allontanarle dal confine franco-tedesco).
Il 12 maggio 1881 fu stipulato il trattato del Bardo sotto il regno di Sadok Bey: lo Stato tunisino si privò con esso del diritto di legazione attiva, incaricando «gli agenti diplomatici e consolari della Francia nei paesi stranieri […] della protezione degli interessi tunisini». Il bey, a sua volta, non poteva concludere alcun atto a carattere internazionale senza aver informato in precedenza lo Stato francese e senza averne ottenuto l'assenso. Ma l'articolo 6 del decreto del 9 giugno gli permetteva di prendere parte alla conclusione di trattati internazionali.
Due anni più tardi, le convenzioni della Marsa, siglate il 5 giugno 1883, svuotarono il trattato del suo contenuto e limitarono la sovranità interna della Tunisia, forzando il bey a «procedere alle riforme amministrative, giudiziarie e finanziarie che il governo francese giudicherà utili». Alcune decisioni non potevano essere prese senza aver ricevuto l'approvazione del residente generale di Francia in Tunisia e del segretario generale (francese) del governo. Infine, europei e tunisini erano rappresentati alla pari (53 membri per ciascuna comunità) in seno al Gran Consiglio, assemblea consultiva eletta a suffragio universale secondo il sistema del doppio collegio.

## Le conseguenze
Le potenze europee reagirono differentemente secondo i loro interessi: il Regno Unito si affrettò a occupare l'Egitto, mentre Germania e Austria-Ungheria non avanzarono riserve circa la condotta francese.
Gli immigrati italiani in Tunisia protestarono e avrebbero potuto causare serie difficoltà alla Francia. Tuttavia, poco alla volta, le proteste rientrarono e gli immigrati poterono optare in seguito per la cittadinanza francese e beneficiare degli stessi vantaggi dei coloni transalpini. I rapporti italo-francesi s'incrinarono pericolosamente. Tra le ipotesi vagliate dallo Stato Maggiore italiano non era esclusa una possibile invasione della Penisola da parte delle truppe francesi.